# Катеріне Зауербрай
Катеріне Зауербрай (5 травня 1997 , Зуль, Тюрингія ) — німецька лижниця, срібна призерка Олімпійських ігор 2022 року.

## Результати за кар'єру

### Олімпійські ігри
| Рік  | Вік | 10 км індивідуальні пер. | 15 км скіатлон | 30 км мас-старт | Спринт | 4 × 5 км естафета | Командна першість спринт |
| ---- | --- | ------------------------ | -------------- | --------------- | ------ | ----------------- | ------------------------ |
| 2022 | 24  | 11                       | 13             | —               | —      | Срібло            | —                        |